# Amphora Books
Uitgeverij Amphora Books is een Nederlandse uitgeverij, in 1978 opgericht door Harry en Minny Mock. De motivatie hiervoor was het beperkte aanbod van Joodse en Joods gerelateerde literatuur op de Nederlandse markt.
Tegelijkertijd is de Stichting Amphora Books opgericht, een ideële stichting die zich inzet voor het uitgeven van betaalbare Joodse literatuur. De stichting bevordert  uitgaven en herdrukken op allerlei gebieden, van kookboekjes tot kinderliedjes, en van romans tot fotoboeken. De eerste uitgave was de herdruk van Oorspronkelijk Israëlietisch kookboek uit 1893 van Saartje Vos.

## Kantoor
Amphora Books is gevestigd in een 19e-eeuws monumentaal pand aan de Rapenburgerstraat, het voormalige joodse leerhuis Beth Hamidrasj Ets Haim (Leerhuis Boom des Levens). Dit leerhuis werd in 1740 opgericht door de Hoogduitse gemeente en vanaf 1883 was het leerhuis gevestigd in het huidige gebouw, ontworpen door architecten vader & zoon Salm.